# 奥村知史
奥村 知史 （おくむら ともふみ、1987年1月6日 - ）は、日本の俳優。東京都出身。身長178cm。特技はラグビー。アプレ所属。

## 出演

### 映画
- ハツカレ（2006年） - シガ 役
- ピーナッツ（2006年）
- UNTITLED（2006年）
- バルトの楽園（2006年）
- 夜のピクニック（2006年）
- 俺は、君のためにこそ死ににいく（2007年）
- ちーちゃんは悠久の向こう（2008年） - 加藤信二 役
- 三本木農業高校、馬術部（2008年）
- 真夏のオリオン（2009年）
- ロストクライム -閃光-（2010年）
- 森崎書店の日々（2010年）
- 学校をつくろう（2011年）
- 桐島、部活やめるってよ（2012年）
- ジンクス!!!（2013年）
- 永遠の0（2013年）
- オー!ファーザー（2014年）

### テレビドラマ
- 1リットルの涙（2005年、フジテレビ）
- アルバイト探偵（アイ）/100万人の標的（2005年、WOWOW）
- 一週間の恋（2006年、TBS）
- しにがみのバラッド。 第2話（2007年、テレビ東京） - 佐々木 役
- おせん（2008年、日本テレビ） - 健太 役
- 黄金の豚-会計検査庁 特別調査課- 第3話（2010年、日本テレビ） - 米森研修医 役
- 妖怪人間ベム 第3話（2011年、日本テレビ） - 和久井忠雄（青年時代）役
- ドラマW ビート（2011年2月13日、WOWOW） - 島崎丈太郎 役
- 高速を降りたら（2024年3月19日〈予定〉、NHK総合・NHK BSプレミアム4K）[1]

### 舞台
- 哀しい予感（2007年）

### CM
- 明治製菓 （2006年）
- JR東日本 TOKYO STATION CITY「ミュージカル篇」（2007年 - ）
- 毎日コミュニケーションズ マイナビ2011（2009年）
- プロミス 「マネーアドバイザー　男性社員篇」（2010年 - ）
- 日本コカ・コーラ ミニッツメイド 朝バナナ「朝眠り姫篇」（2010年 - ）
- 東京エレクトロン 「いつも、そばに篇」（2010年 - ）